# Cliona aprica
Cliona aprica är en svampdjursart som beskrevs av Pang 1973. Cliona aprica ingår i släktet Cliona och familjen borrsvampar.
Artens utbredningsområde är havet kring Jamaica. Inga underarter finns listade i Catalogue of Life.